# Straight Into Love
»Straight into Love« je pesem iz leta 2013, s katero je pevka Hannah Mancini zastopala Slovenijo na Pesmi Evrovizije 2013. Njena zvrst je elektro pop. Mancinijevi se s pesmijo ni uspelo uvrstiti v finalni del tekmovanja.